# Elio Pecora
Elio Pecora (Sant'Arsenio, Salerno, 5 de abril de 1936) es un poeta, narrador, ensayista y dramaturgo italiano.
Su infancia y adolescencia transcurrieron en Nápoles. Con treinta años se trasladó a Roma (1966) donde se instaló. Comenzó a trabajar en una librería y se relacionó con el mundo poético y literario romano. Ha colaborado activamente en periódicos y revistas literarias (entre otras publicaciones, ha escrito en La Voce Repubblicana, La Repubblica-Mercurio, Mondo Operaio, Tempo illustrato, La Stampa-Tuttolibri, Nuovi Argomenti, L'Espresso, etc).
Es autor de una biografía de Dario Bellezza y publicó la obra inédita de otro poeta, gran amigo suyo, Sandro Penna. También se encargó de seleccionar una antología de poesía italiana del siglo XX.

## Obra poética
- La chiave di vetro. Bolonia: Cappelli, 1970.
- Motivetto. Roma: Spada 1978.
- L'occhio mai sazio. Roma: Studio S., 1985
- Interludio. Roma: Empiria, 1987 y 1990
- Dediche e bagatelle: Roma, Rossi & Spera, 1990
- Poesie 1975-1995. Roma: Empiria 1997 y 1998
- Per altre misure. Génova: S. Marco dei Giustiniani, 2001

- Datos: Q3723073